# Georges Jacques Danton
Georges Jacques Danton, född 26 oktober 1759 i Arcis-sur-Aube i Aube, död 5 april 1794 i Paris, var en fransk revolutionspolitiker. Han var advokat och populär folktalare i Paris. 

## Biografi
Danton härstammade från regionen Champagne och var utbildad som jurist. År 1787 köpte han, delvis för lånade pengar, en advokatpraktik i Paris. Efter Franska revolutionens utbrott inledde han sin politiska verksamhet i Cordelierdistriktet på västra stranden av Seine (nuvarande Place de l'Odéon). När distrikten ersattes av sektioner år 1790 deltog han i grundandet av den folkliga och radikala Cordelierklubben, där han tillsammans med bland andra Jean Paul Marat blev dominerande. Han blev tidigt och före Maximilien de Robespierre anhängare av ett republikanskt statsskick.
Efter massakern på Marsfältet den 17 juli 1791 tvingades Danton fly från Paris till sin hemtrakt för att undgå att häktas. Därefter vistades han en tid i London. På hösten samma år återvände han till Paris för att delta i valen till den nya lagstiftande församlingen. Då han inte lyckades bli invald i denna åtog han sig ett uppdrag i Paris kommunstyrelse. Samtidigt började han framträda i jakobinklubben. När han i mars 1792 inte erbjöds någon ministerportfölj i den första patriotiska ministären orienterade han sig i riktning mot Robespierre och bort från Jacques Pierre Brissot. I krigsfrågan ställde han sig neutral, det vill säga mellan Brissot (för kriget) och Robespierre (mot kriget). Efter den patriotiska ministärens fall i juni 1792 inledde Danton kampen för att slutgiltigt störta monarkin, vilket skedde i och med krisen den 10 augusti 1792. Såsom segrare den 10 augusti valdes han dagen därpå till justitieminister av den lagstiftande församlingen och blev därmed i realiteten Frankrikes regeringschef, en post han behöll till den 11 oktober 1792 då han avgick på grund av att han valts till ledamot av konventet och därför att den preussiska invasionsarmén lämnat franskt territorium. I kraft av sin energi och ryktbarhet, och som en följd av det behov av en kraftfull ledning som den tillspetsade inre och yttre situationen dikterade, blev Danton en centralgestalt i Frankrikes politik under republikens första år. 
I september 1792 blev han invald i den församling som efterträdde den lagstiftande: nationalkonventet. Under tiden fram till Girondens fall försökte han förgäves medla mellan de radikala montagnarderna och de måttfulla girondisterna. På Dantons förslag upprättade konventet i april 1793 välfärdsutskottet, som blev hans främsta och viktigaste instrument i krigs- och utrikespolitiken. Danton hade själv säte där 6 maj-10 juni 1793.
Under Skräckväldet gjorde sig Danton till talesman för dem som ville ha en mer försonlig politik (indulgenterna) och i början tycktes han ha Robespierres stöd. Detta ändrades när krisen i mars 1794 nådde sin kulmen. Danton föll då offer för de utrensningar som skedde både till höger och vänster om gruppen kring Robespierre. En bidragande orsak till detta var av allt att döma Dantons arroganta självtillit och hans inblandning i en korruptionsskandal kring handelsföretaget Compagnie des Indes. Han fördes därför till giljotinen den 5 april 1794, och hans sista ord till folket var "Robespierre, du kommer att följa mig! Man kommer att riva ditt verk och så salt över det!"[källa behövs] Danton fick rätt: den 28 juli samma år avrättades även Robespierre. 
Danton var omtyckt av folket, han ansågs inte vara kyligt beräknande som Robespierre, och han ledde Frankrike under den svåra krigsperioden 1793. Han försökte bland annat få regeringen att handla beslutsamt och sammanfattade skickligt situationen enligt följande: "Allt det här diskuterandet är meningslöst. Jag ser bara fienden" och "kan väl allt vårt kiv taga livet av en enda preussare?". Han försökte senare stoppa de värsta överdrifterna under terrorn, den terror som han själv varit med om att år 1793 "sätta på dagordningen".